# Carum
Carum és un gènere de plantes amb flor de la família Apiaceae.

## Característiques
Són mates anuals o biennals originàries de les zones temperades d'Euràsia.
L'espècie més important és l'alcaravia o comí de prat (C. carvi), les llavors de la qual s'utilitzen com a condiment.

## Taxonomia
N'hi ha unes 20 espècies; cal destacar: 
- Carum atrosanguineum
- Carum bretschneideri
- Carum bulbocastanum
- Carum buriaticum
- Carum carvi - alcaravia, comí de prat, comineta, fenoll de prat o matafaluga borda
- Carum diversifolium
- Carum heldreichii Boiss.
- Carum incrassatum
- Carum multiflorum (Sibth. & Sm.) Boiss.
- Carum rigidulum
- Carum verticillatum - comí bord